# Лижні перегони на зимових Олімпійських іграх 1924 — 18 км (чоловіки)
18-кілометрові перегони були частиною змагань з лижних перегонів. Змагання відбулися у суботу, 2 лютого 1924 року. У перегонах брали участь сорок один лижник з дванадцяти країн.

## Медалісти
| Вид      | Золото                  | Срібло                          | Бронза                  |
| -------- | ----------------------- | ------------------------------- | ----------------------- |
| Чоловіки | Торлейф Геуг · Норвегія | Йоган Греттумсбротен · Норвегія | Тапані Ніку · Фінляндія |

## Підсумковий залік
Змагання розпочалися о 9:30. Першим стартував чехословацький спортсмен Антонін Готтштейн, а останнім американець Рагнар Омтвет в 9:55:30. Першим фінішував фін Тапані Ніку в 10:51:56, а останнім знову Рагнар Омтвет в 12:00:33
пс = Порядок старту, другий спортсмен стартував через хвилину після першого, усі інші кожні 30 секунд.
| Місце | пс | Спортсмен                        | Час       |
| ----- | -- | -------------------------------- | --------- |
| 1     | 34 | Торлейф Геуг (NOR)               | 1'14:31.4 |
| 2     | 27 | Йоган Греттумсбротен (NOR)       | 1'15:51.0 |
| 3     | 9  | Тапані Ніку (FIN)                | 1'16:26.0 |
| 4     | 35 | Йон Мордален (NOR)               | 1'16:56.8 |
| 5     | 10 | Ейнар Ландвік (NOR)              | 1'17:27.4 |
| 6     | 12 | Пер-Ерік Гедлунд (SWE)           | 1'17:49.4 |
| 7     | 38 | Матті Райвіо (FIN)               | 1'19:10.4 |
| 8     | 8  | Еліс Сандін (SWE)                | 1'19:24.0 |
| 9     | 20 | Торкель Перссон (SWE)            | 1'19:29.8 |
| 10    | 33 | Ерік Віннберг (SWE)              | 1'20:29.4 |
| 11    | 22 | Матті Рітола (FIN)               | 1'25:13.0 |
| 12    | 40 | Енріко Коллі (ITA)               | 1'26:32.4 |
| 13    | 7  | Антоніо Герін (ITA)              | 1'33:06.4 |
| 14    | 21 | Петер Шмідт (SUI)                | 1'33:34.8 |
| 15    | 24 | Даніель Пелліссієр (ITA)         | 1'33:45.2 |
| 16    | 30 | Антон Коллін (FIN)               | 1'33:54.6 |
| 17    | 14 | Штефан Гевак (TCH)               | 1'34:43.4 |
| 18    | 1  | Антонін Готтштейн (TCH)          | 1'34:54.0 |
| 19    | 6  | Сігурд Овербі (USA)              | 1'34:56.0 |
| 20    | 5  | Жильбер Раванель (FRA)           | 1'35:33.4 |
| 21    | 29 | Ахілл Бачер (ITA)                | 1'36:03.8 |
| 22    | 39 | Ксав'єр Аффентангер (SUI)        | 1'36:36.2 |
| 23    | 17 | Вацлав Йон (TCH)                 | 1'37:20.8 |
| 24    | 16 | Францішек Гак (TCH)              | 1'39:41.6 |
| 25    | 19 | Ганс Ейденбенз (SUI)             | 1'39:51.8 |
| 26    | 31 | Александр Жерар-Білль (SUI)      | 1'41:43.4 |
| 27    | 15 | Францішек Буяк (спортсмен) (POL) | 1'42:13.0 |
| 28    | 3  | Анджей Кшептовський (POL)        | 1'43:02.8 |
| 29    | 11 | Адрієн Ванделле (FRA)            | 1'43:58.0 |
| 30    | 13 | Джон Карлетон (USA)              | 1'45:49.8 |
| 31    | 25 | Іштван Деван (HUN)               | 1'50:20.8 |
| 32    | 37 | Зденко Швігель (YUG)             | 1'50:27.6 |
| 33    | 2  | Андерс Гауген (USA)              | 1'55:04.2 |
| 34    | 26 | Владімір Кайзель (YUG)           | 2'00:43.0 |
| 35    | 41 | Рагнар Омтвет (USA)              | 2'05:03.0 |
| 36    | 4  | Душан Зіная (YUG)                | 2'12:19.4 |
| –     | 23 | Бела Сепеш (HUN)                 | DNF       |
| –     | 32 | Мірко Пандаковіджь (YUG)         | DNF       |
| –     | 28 | Мартіал Пайот (FRA)              | DNF       |
| –     | 36 | Робертс Плум (LAT)               | DNF       |
| –     | 18 | Деніс Коуттет (FRA)              | DNF       |